# Chifure AS Elfen Saitama
O Chifure AS Elfen Saitama é um clube de futebol feminino japonês, sediado em Saitama, Japão. A equipe compete na L. League

## História
O clube foi fundado em 1991 como parte do programa de futebol feminino da cidade de Saitama.